# Algsvampar
Algsvampar eller oomyceter (Oomycetes) är en grupp heterokonter som ytligt har stor likhet med svampar, då de är uppbyggda av coenocytiska hyfer.  I själva verket är de dock närmare släkt med bland annat brunalger och kiselalger. Till skillnad från dessa är de inte fotosyntetiska, utan livnär sig som parasiter. Värdorganismen är ofta en växt, exempelvis hos potatisbladmögel (Phytophthora infestans), men det finns även algsvampar som infekterar djur, exempelvis kräftpest. Pythium insidiosum är en art som kan infektera hästar, nötkretur, hundar och katter. Människor med talassemi eller som har sänkt immunförsvar på grund av leukemi eller AIDS kan också drabbas av den. Det kan yttra sig i form av sårbildning på huden eller på hornhinnan. Eftersom det bara är mycket svårt sjuka människor som kan bli infekterade så är dödligheten hög.

## Namnet oomyceter
Namnet oomyceter (Oomycotes, Oomycota) kommer sig av att de tidigare räknades till svamparna.. (Svampar har ändelsen -mycota för divisioner och -mycetes för klasser.) Förledet Oo- syftar på att oomyceterna (till skillnad mot svampar) har oogami, alltså en liten spermie som befruktar ett stort ägg.